# Blenda (gromada)
Blenda – dawna gromada, czyli najmniejsza jednostka podziału terytorialnego Polskiej Rzeczypospolitej Ludowej w latach 1954–1972.
Gromady, z gromadzkimi radami narodowymi (GRN) jako organami władzy najniższego stopnia na wsi, funkcjonowały od reformy reorganizującej administrację wiejską przeprowadzonej jesienią 1954 do momentu ich zniesienia z dniem 1 stycznia 1973, tym samym wypierając organizację gminną w latach 1954–1972.
Gromadę Blenda z siedzibą GRN w Blendzie utworzono – jako jedną z 8759 gromad – w powiecie suwalskim w woj. białostockim, na mocy uchwały nr 23/V WRN w Białymstoku z dnia 4 października 1954. W skład jednostki weszły obszary dotychczasowych gromad Blenda, Bucki, Łanowicze, Olszanka, Prawy Las, Wersele i Zarzecze Pawłowskie ze zniesionej gminy Przerośl oraz obszar dotychczasowej gromady Iwaniszki ze zniesionej gminy Pawłówka w tymże powiecie. Dla gromady ustalono 10 członków gromadzkiej rady narodowej.
1 stycznia 1958 gromadę Blenda zniesiono, włączając jej obszar do gromad Przerośl-Osada (wsie Blenda, Bućki, Olszanka, Prawy Las, Wersele i Zarzecze Pawłowskie) i Pawłówka Nowa (wsie Iwaniszki i Łanowicze Małe, kolonię Łanowicze, kolonię Nowiny-Pieńki oraz jezioro Łanowicze i obszar lasów państwowych N-ctwa Puńsk).